# Stabler (Washington)
Stabler es un área no incorporada ubicada en el condado de Skamania en el estado estadounidense de Washington.

## Geografía
Stabler se encuentra ubicado en las coordenadas 45°48′29″N 121°54′27″O / 45.80806, -121.90750.